# هیکاری، یاماگوچی
هیکاری در استان یاماگوچی در کشور ژاپن واقع شده‌است که دارای جمعیت ۵۳٬۲۷۴ نفر و مساحت ۹۱٫۹۴ کیلومتر مربع با تراکم جمعیت ۵۷۹ نفر در کیلومترمربع است و در تاریخ ۴ اکتبر ۲۰۰۴ به عنوان شهر شناخته شد.